# Patuet
El patuet (francès: pataouète) era la varietat del català parlada a Algèria durant l'administració colonial francesa. D'origen, sobretot, menorquí, alacantí i rossellonès, es va caracteritzar per les influències del francès i de l'àrab i, alhora, va influir en l'argot francès pied-noir. Després de la neteja ètnica que va seguir la independència d'Algèria, el 1962, la població es va dispersar per França, alguns a la Catalunya del Nord, i una minoria a la província d'Alacant.
L'Associació de Veïns de Fort-de-l'Eau celebra una trobada anual d'algerians descendents de menorquins a la població provençal L'Illa de Sòrga. L'any 2001 alguns participants encara conservaven el parlar patuet.

## Història
França va ocupar l'Alger, el 1830, i va declarar Algèria com a territori francès el 1848. Ja des dels primers anys es va iniciar un corrent migratori europeu cap a Algèria. Entre els emigrats van destacar, per una banda, els alacantins que es van establir al voltant d'Orà, i per una altra, els menorquins que es van establir al voltant d'Alger, coincidint amb els rossellonesos. El 1889 una llei de naturalització automàtica concedia la ciutadania francesa a tots els estrangers d'origen europeu. El 1896 la població catalanoparlant d'Algèria superava les 60.000 persones i el 1911 superava probablement les 100.000. A partir de la I Guerra Mundial el corrent migratori s'estabilitza, exceptuant un breu període de refugiats de la Guerra Civil espanyola.

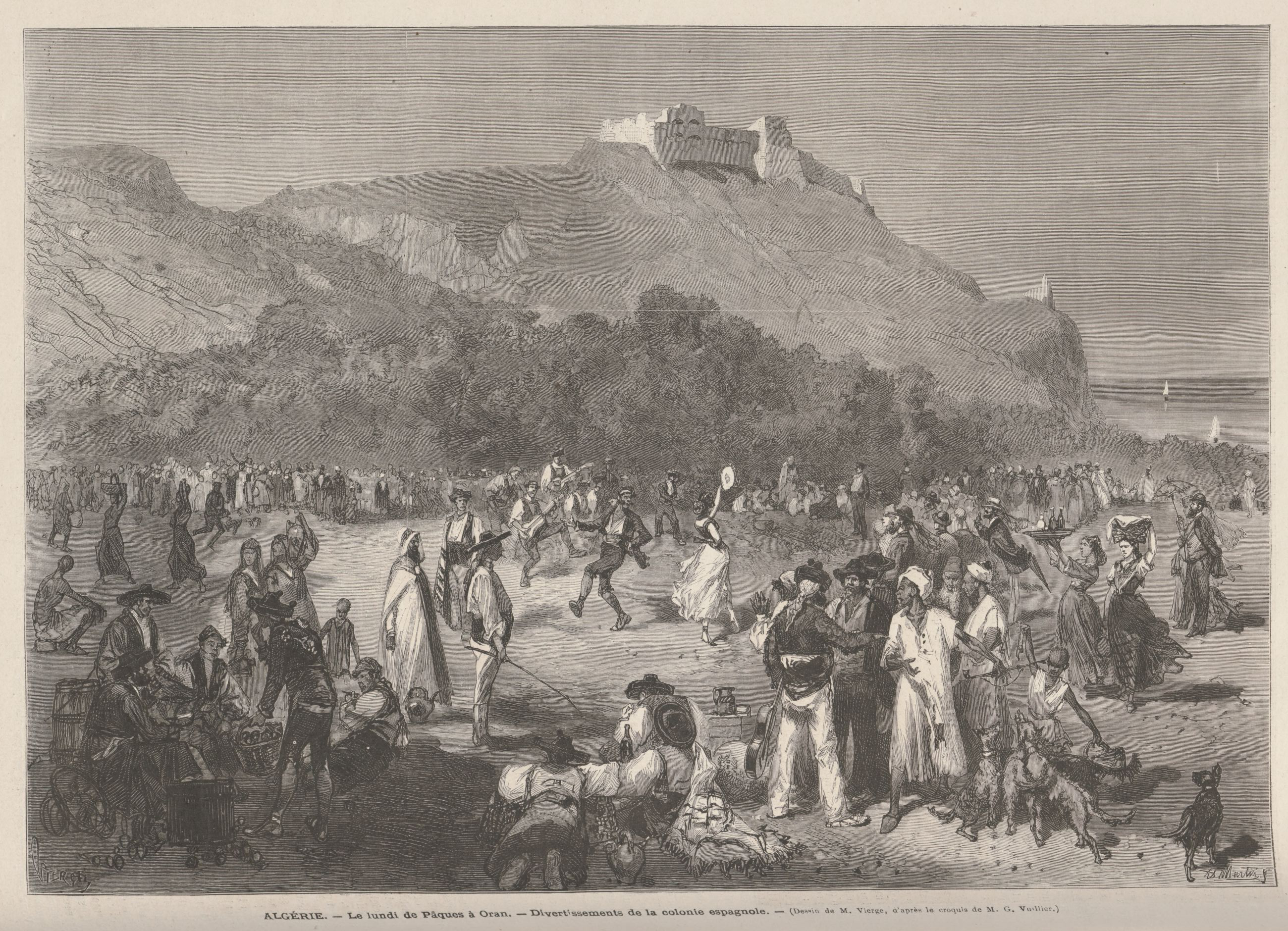
Aplec de la colònia espanyola a Orà el 1873. Hi ha diversos personatges vestits a la valenciana (vegeu el grup a baix a l'esquerra).

Els emigrants menorquins eren sobretot colons agrícoles que van arribar a ser majoria en algunes poblacions. El 1834 Alger ja tenia una «rue de Mahon». Entre els anys 1830 i 1850 van emigrar de Menorca unes 9.500 persones, quan la població de l'illa era d'uns 39.000 habitants. El 1850, 45 famílies menorquines funden el poble de Fort-de-l'Eau (avui amb el nom arabitzat de Bordj El Kiffan) on es conservà el català durant més de cent anys, i el 1853 Aïn Taia és fundat per 967 menorquins. A les poblacions on són majoria es manté una cohesió social i es mantenen els costums i la llengua que es transmet a fills i nets. Fins i tot els treballadors algerians i francesos a les terres dels menorquins parlaven català. El 1962, amb la independència d'Algèria i els posteriors pogroms anti-europeus, van fugir en massa establint-se principalment al Rosselló i al Llenguadoc.
La comunitat d'origen alacantí provenia de les comarques de l'Alacantí, el Baix Vinalopó, la Marina Alta i la Marina Baixa. Era sobretot temporera i no va mantenir una gran cohesió, però va conservar el parlar propi de la marina alacantina influenciat pel francès i l'àrab, i va arribar a publicar, a la fi del segle xix, uns periòdics amb ortografia francesa: Journal de Cagayous i El Patuet. Segons el cens oficial d'Algèria del 1896, havia 56.000 habitants d'origen alacantí residint-hi. A Orà s'arriba a crear la Xicoteta Alacant, i frases col·loquials com salut i força al canut eren d'ús comú entre la població no catalanoparlant. El 1962, uns 40.000 pied-noirs es va refugiar al País Valencià, majoritàriament en les comarques meridionals, difuminant-se ràpidament les seves peculiaritats.
Entre els emigrants que provenien de França també se'n trobaven de la Catalunya del Nord, alguns d'ells funcionaris, que es van integrar a la comunitat catalanoparlant d'Alger.

## El parlar patuet
El nom patuet és el diminutiu de patuès, del francès patois. El seu ús i el seu abast no és uniforme. Si inicialment designava al català, tant menorquí com alacantí i rossellonès, amb el pas del temps es pot diferenciar el menorquí mantingut sense gaires influències, un parlar de base catalana influït pel francès i l'àrab i d'ortografia francesa, i un argot francès influït pel català i l'italià.
Un exemple de l'ortografia francesa és el rossellonès Jacques Bohé, funcionari a Alger: «La catalane ès oune mignounette achouride, riaïre […] bastide chimplamèn, mè par cho, bèn gouapète.»

### El «maonès» d'Algèria
Els menorquins d'Algèria es designaven a ells mateixos i al seu parlar com «maonès», influït pel gentilici en francès Mahonais aplicat a tota l'illa de Menorca. El «maonès» no es diferenciava gaire del menorquí contemporani. La influència fonètica francesa és similar a la que es pot trobar al Rosselló: la r gutural i certes nasalitzacions. En el lèxic s'utilitzen alguns mots francesos adaptant-ne la pronúncia. Alguns d'aquests mots francesos apareixen com a mots crossa, per exemple, dissons, voilà, alors... El mot idò es fa servir amb el mateix sentit que voilà.

### Elpataouète
Inicialment el mot francès pataouet o pataouète designava al parlar català d'Algèria. A mitjans del segle xx es va concretar en el parlar dels barris populars d'Alger, una barreja de francès, català, italià i àrab. La bibliografia francesa relaciona la paraula pataouète amb el barri de població europeua de Bab El-Oued, situat al nord de la Casbah d'Alger, pronunciat bablouette o paplouette. El 1905 va sortir el periòdic satíric "Papa-Louette".
Expressions en «pataouète» derivades del català són: faire figua ("fer figa"), faire frissa ("frissar"), a la baballah, bourricot en sentit despectiu, marronner (de "marro" en sentit d'enganyar o burlar-se), caguète (indecís), babao (babau), ouèla ("güela"), aspérer ("esperar"), boutifarre, esclaffer, fartass ("fartàs"), la figa ta uela (expressió popular valenciana), j'ai mal aux osses ('em fan mal els ossos', amb un plural occitanitzant).

### Testimonis
Jacint Verdaguer aporta el seu testimoni a Excurcions i viatges (1883) on explica que a Alger hom es pot dirigir en català amb la seguretat que li respondran en català d'Alacant o de Maó. Ferran Soldevila, al llibre Què cal saber de Catalunya (1968), explica que el 1923 es podia recórrer bona part del departament d'Alger sense saber parlar res més que català. Joan Coromines, a El que s'ha de saber de la llengua catalana, explica que allà el nostre romanç és conegut vulgarment com a patuet, i cita el llibre Pépète et Balthasar, moeurs algériennes de Louis Bertrand.
L'escriptor Albert Camus era de pare francès i mare «maonesa», educat per l'àvia materna nascuda a Sant Lluís. No parlava cap mena de patuet, però l'havia de conèixer i en dona testimoni a la seva novel·la El primer home (1994) on l'argument és el mateix que Gloses qui tracten de l'asasinat que es va cumetre el dia divuit de matcchs de mil nou-cents nou, é nes terme de Kouba pruvincie d'Alger, de Lluís Teixidó editades el 1909.
El grup Al Tall narra en algunes cançons del disc Europ eu! (1994) la història de gent del sud del País Valencià que emigrà a Algèria i amb la independència se n'hagué de tornar.
L'escriptor Joan-Daniel Bezsonoff recull en diverses obres la relació dels catalans amb l'antiga Algèria francesa, entre elles Les lletres d'amor no serveixen de res (1997), localitzada a les ciutats d'Orà i de Sibi Bel Abbès en el moment de l'evacuació dels francesos el 1962.

## Característiques
En el nivell morfològic, hi ha una tendència a utilitzar les formes completes dels pronoms febles, com en "no te poses d'avant!". Pel que fa al nivell sintàctic, la influència del francès ha deixat calcs en diverses formes. Això és notable en oracions com "a Alger eren ells que triomfaven" o "venen de marronar a l’agüelet". Així mateix, es tendeix a anteposar els adjectius als substantius, com en "era un malorós fel·lagà".
Es intercanvia també l'ús de les paraules ser i estar, com en "eixe hotel on vam anar estava molt bonico", i l'ús de la preposició en, com en "ha anat en Algèria". D'altra banda, el patuet va desenvolupar també formes pròpies, com en "quant acabaré ja t’ho torne" o "estava prohibit d’eixir al balcó".

Marcel Jover, a l'any 1944, ressaltava l'antiguitat de la presència valenciana a Orà, que ja datava de l'època en què la ciutat va ser part de Castella (des del segle xvi). Pel que fa a l'època colonial francesa, va subratllar els elements valencians de l'ambient oranès i, sobre l'idioma, va fer una descripció de les seves característiques, que coincideixen en general amb el que és anomenat patuet:
El valencià que es parla no és, certament, el mateix que es pot escoltar en terres valencianes. S'han introduït curiosos modismes, gal·licismes originals i alguna que altra paraula berber. Per exemple, del diari es diu jornal; de la font, fontana; de taulell, comptuà; de l'anís, aniset; de la botija, garguleta; del passeig, promenà; dels diners, sueldo o sou, etc. El valencià es afrancessa i el francès es valencianitza. Persones cultes i acomodades no rebutgen fer servir les expressions més absurdes, barreja confusa dels idiomes. És l'idioma casolà, oranès, utilitzat entre marit i muller, i de pares a fills.
També s'ha estudiat la influència del patuet en la parla de diversos pobles de sud de València en què va ser, en efecte, molt intensa i persistent l'emigració a Algèria. Vicent Beltran i Beltran-Herrero ho han documentat en algunes localitats de la Marina, i han trobat lèxic del dialecte patuet com, per exemple, carrota.
Els emigrants valencians a Algèria de finals del segle xix i de la primera meitat de segle xx, ens han deixat algunes recialles lèxiques de l'francès. Generalment fan referència a l'alimentació, la indumentària i les tasques relacionades amb el camp i són propis sobretot de Bolulla i Tàrbena, encara que molts d'ells també s'estenen a Polop i Callosa i alguns tenen un abast gairebé comarcal: […] bieta, cacaó, carrota, celerí, culotes, moixú, paté (es conserva en tot l'idioma), ridó, sicató, tricó.

### Influència del francès
Entre els gal·licismes, hi ha un predomini del vocabulari pertanyent a l'alimentació (petit chou ‘profiterola’, salerí ‘api’...). A aquest camp semàntic, el segueixen els objectes domèstics (bifé ‘aparador’, frigider ‘nevera’...), el món laboral (bolangeria ‘forn’, buró ‘oficina’, comís ‘capatàs’, ferma ‘mas’), els accessoris (culotes ‘calces’, xapó ‘barret’...), les relacions familiars (memé ‘àvia’, tontó ‘oncle’...) i l'entorn urbà (boulevard ‘avinguda’, rue ‘carrer’, square ‘plaça’...).
També hi ha influències en paraules d'altres categories gramaticals com els adjectius (atufat ‘ofegat’, malorós ‘infeliç’...), els verbs (allumar ‘encendre’, desbrullar-se ‘apanyar-se’, marronar ‘importunar’, reussir ‘tenir èxit’, regalar-se ‘menjar bé’...), els adverbis (alor, alors, et puis, ben segur, même, mais, quand même, et, enfè, anfè, au fur et à mesure...) i expressions i interjeccions (és tot, comme ci comme ça, oh là là!, hein!, tant pis, voilà!...).
Joan-Lluís Monjo y Àngela-Rosa Menages van classificar el lèxic d'origen francès del patuet en cinc tipus principals:
- Paraules no adaptades: créponé ‘tipus de gelat’, mais ‘però’, manège ‘cavallets de fira’, poubelle ‘brossa’, quand même ‘tanmateix’, tant pis ‘què hi farem’.

- Paraules amb adaptació fonètica: bor ‘mantega’ (fr. beurre), creveta ‘gamba’ (fr. crevette), fotoi ‘butaca’ (fr. fauteuil), jambó ‘pernil’ (fr. jambon), santoneret ‘tipus de pastís’ (fr. Saint-Honoré), torçó ‘drap de cuina’ (fr. torchon), vellosa ‘animeta’ (fr. veilleuse).

- Paraules amb adaptació morfològica, tant nominal com verbal: allumar (fr. allumer), cadonet (fr. petit cadeau), ridons (fr. rideaux), tapins (fr. tapis).

- Extensions semàntiques de paraules homòfones a partir del model francès: arribar ‘succeir’ (fr. arriver), baga ‘anell’ (fr. bague), brossa ‘raspall’ (fr. brosse), jornal ‘periòdic’ (fr. journal), jugar ‘interpretar’ (fr. juer), laboratori ‘taller’ (fr. laboratoire), retratar-se ‘jubilar-se’ (fr. se retraiter), sonar ‘tocar el timbre’ (fr. sonner).

- Calcs semàntics: carta d’identitat ‘carnet d'identitat’ (fr. carte d’identité), el dia de l’any ‘Cap d'Any’ (fr. le jour de l’an), galleta de Reis (fr. Gallete de Rois), no importa què ‘qualsevol cosa’ (fr. n’importe quoi).

Pel que fa a la influència fonètica, s'adopta la pronunciació fricativa francesa a la lletra g. Així mateix, alguns gal·licismes posseeixen realitzacions vocàliques labialitzades (/ü/ i /ö/), mentre que altres presenten vocals nasalitzades. Entre els parlants més escolaritzats, la pronunciació uvular de la r està molt present.

### Influència de l'àrab
Els arabismes al patuet són generalment trobats en interjeccions (auà! ‘de cap manera’, balec! ‘alerta’, inxal·là! ‘tant de bo’, xuia! ‘poc a poc’), en paraules de l'àmbit de l'alimentació (bliblí, burec, cuscús, lúbia, macrud, quémia, xutxuca, zlàbia), de l'entorn algerià (bled ‘interior rural’, gorbí ‘habitatge de poc valor’, iauled ‘embetumador’, fel·lagà ‘guerriller del FLN’) o en un context més infantil (lauer ‘guerxo’, tauet ‘tirador’).

### Influència d'altres llengües
El patuet també va rebre alguns préstecs de l'occità i l'italià. L'occità va aportar paraules també del camp semàntic de l'alimentació com la dob (occ. l’adòb) o ratatú (occ. ratatolha), així com algunes expressions (e bé!, de l'occità e ben!).
La influència italiana no ha estat tan significativa. Emperò, s'han pogut documentar paraules com birra ‘cerveza’ o l'expressió "mamma mia!".